# Doto (Nereide)
Doto (altgriechisch Δωτώ) ist in der griechischen Mythologie eine Tochter des Nereus und der Okeanide Doris und somit eine der Nereiden.
Homer erwähnt sie in der Ilias im Rahmen seiner Aufzählung der Nereiden, während Hesiod sie in seiner Theogonie nicht berücksichtigt. Im Nereidenkatalog bei Hyginus Mythographus fehlt sie genauso wenig wie im entsprechenden Katalog der Bibliotheke des Apollodor.
Sie gilt als Vertreterin der Nereiden schlechthin und wird stellvertretend für ihre Schwestern genannt. Im syrischen Gabala hatte sie laut Pausanias ein Heiligtum, in dem der Peplos der Eriphyle oder der Harmonia aufbewahrt wurde.